# Roberto Carlos Juárez
Roberto Carlos Juárez Gutiérrez (Guadalajara, Jalisco, México, 4 de julio de 1984) es un exfutbolista mexicano. 